# Cantonul Morez
Cantonul Morez este un canton din arondismentul Saint-Claude, departamentul Jura, regiunea Franche-Comté, Franța.

## Comune
- Bellefontaine
- Bois-d'Amont
- Lézat
- Longchaumois
- Morbier
- Morez (reședință)
- La Mouille
- Prémanon
- Les Rousses